# سكوفيلد (يوتا)
سكوفيلد (بالإنجليزية: Scofield, Utah)‏ هي بلدة تقع بولاية يوتا في الولايات المتحدة. تأسست عام 1879، تبلغ مساحتها 1.3 (كم²)، وترتفع عن سطح البحر 2359 م، بلغ عدد سكانها 24 نسمة في عام 2012 حسب إحصاء مكتب تعداد الولايات المتحدة وتصل الكثافة السكانية فيها 21.6 نسمة/كم2.

## وصلات خارجية
- The US50 - Cities and Towns in Utah State
- Utah Cities and Towns, Facts, Map, Flag, Colleges, Government, and More